# Dicranoweisia breviseta
Dicranoweisia breviseta är en bladmossart som beskrevs av Jules Cardot 1905. Dicranoweisia breviseta ingår i släktet snurrmossor, och familjen Dicranaceae. Inga underarter finns listade i Catalogue of Life.